# Crasville-la-Mallet
Crasville-la-Mallet è un comune francese di 168 abitanti situato nel dipartimento della Senna Marittima, nella regione della Normandia.

## Società

### Evoluzione demografica
Abitanti censiti